# Чайнашки
Чайнашки — река, левый приток Черека Балкарского, протекает по территории Черекского района Кабардино-Балкарии в России. Длина реки — 15 км, площадь водосборного бассейна — 68,5 км².

## Описание
Чайнашки начинается на склонах горы Каяшкисубаши, вытекая из ледника Узенбоге. В верхней половине течёт преимущественно на северо-восток, потом — на восток. Около села Верхняя Балкария впадает в Черек Балкарский.

## Данные водного реестра
По данным государственного водного реестра России относится к Западно-Каспийскому бассейновому округу, водохозяйственный участок реки — Терек от впадения реки Урух до впадения реки Малка. Речной бассейн реки — Реки бассейна Каспийского моря междуречья Терека и Волги.
Код объекта в государственном водном реестре — 07020000612108200004995.